# 尊胤法親王
尊胤法親王（1318年—1359年5月29日），是日本南北朝時代的法親王，生父母是後伏見天皇及治部卿局，光嚴天皇和光明天皇的異母弟。

## 履歷
尊胤法親王先繼承三千院門跡，受親王宣下後出家，法號尊胤，後敘二品法親王。他在正慶二年（1333年）正月至觀應元年（1350年）七月三度擔任天台座主，到延文四年（1359年）五月去世。